# NFLシーズン2000ヤードラッシャーの一覧
NFLシーズン2000ヤードラッシャーの一覧（NFLシーズン2000ヤードラッシャーのいちらん）は、NFLの1シーズンに2000ヤード以上をランプレーで獲得した2,000ヤードクラブ（2,000-yard club）と呼ばれる選手の一覧。これまで9人のランニングバックの選手だけが記録を達成している。2,000ヤードの大台に到達することは、ランニングバックにとって重要な偉業と考えられている。
未だ2度達成した選手はいない。最初の記録は、1973年にバッファロー・ビルズのO・J・シンプソンが2003ヤードを走り、達成した。シンプソンの記録はシーズンが14試合であったときのものであり、その他の記録はシーズンが16試合になってからのものである。このシンプソンの記録は、1プレー平均6ヤードで、1試合平均143.1ヤードとなる（NFL記録）。
これまでのシングルシーズンラッシング記録は1984年にロサンゼルス・ラムズのエリック・ディッカーソンが作った2105ヤードである（1試合平均131.6ヤード）。2012年にミネソタ・バイキングスのエイドリアン・ピーターソンがディッカーソンの記録更新に迫ったが新記録には9ヤード足りない2097ヤードでシーズンを終えた。
これまでの記録達成者は次のとおり。
| 年     | 選手                       | チーム                       | 試合数 | ヤード | 平均 | TD |
| ------ | -------------------------- | ---------------------------- | ------ | ------ | ---- | -- |
| 1973年 | O・J・シンプソン           | バッファロー・ビルズ         | 14     | 2,003  | 6.0  | 12 |
| 1984年 | エリック・ディッカーソン   | ロサンゼルス・ラムズ         | 16     | 2,105  | 5.6  | 14 |
| 1997年 | バリー・サンダース         | デトロイト・ライオンズ       | 16     | 2,053  | 6.1  | 11 |
| 1998年 | テレル・デービス           | デンバー・ブロンコス         | 16     | 2,008  | 5.1  | 21 |
| 2003年 | ジャマール・ルイス         | ボルチモア・レイブンズ       | 16     | 2,066  | 5.3  | 14 |
| 2009年 | クリス・ジョンソン         | テネシー・タイタンズ         | 16     | 2,006  | 5.6  | 14 |
| 2012年 | エイドリアン・ピーターソン | ミネソタ・バイキングス       | 16     | 2,097  | 6.0  | 12 |
| 2020年 | デリック・ヘンリー         | テネシー・タイタンズ         | 16     | 2,027  | 5.4  | 17 |
| 2024年 | セイクワン・バークリー     | フィラデルフィア・イーグルス | 16     | 2,005  | 5.8  | 13 |